# Fine Arts Building
Il celebre palazzo di Los Angeles Fine Arts Building, è stato costruito nel 1927 dagli architetti Albert Raymond Walker (1881-1958) e Percy Augustin Eisen (1885-1946) e si trova al numero 811 della 7th street West della città californiana. L'edificio, innalzato su una pianta ad H, si presenta come un blocco compatto, rivestito di lastre lisce e regolari di pietra chiara, alto dodici piani. Il Fine Arts Building è anche conosciuto con il nome di Global Marine House.
I primi tre piani sono rilegati da una straordinaria facciata dal profilo trapezoidale. Dal 1974 il Fine Arts Building è inserito tra i monumenti storici del patrimonio di Los Angeles. La facciata si innalza, come d'obbligo, a tutta l'altezza dell'edificio, il cui fronte strada è suddiviso in tre registri orizzontali, che ricalcano la tripartizione canonica del palazzo nobiliare rinascimentale: basamento - piani nobili – coronamento. Anche nel Fine Arts Building, come nei palazzi storici italiani, il basamento, in quanto più vicino all'occhio di chi guarda, è la porzione più sontuosamente decorata, dotata di una definizione architettonica particolarmente accurata.
L'ingresso è bipartito da una colonna in marmo verde, con capitello e trabeazione decorata, sulla quale poggiano i due archi minori di accesso. Le coppie di arcate laterali afferiscono agli ambienti commerciali. Negli ultimi tre piani del coronamento i richiami all'architettura del tempio e dell'edificio religioso ritornano sfarzosamente nel doppio ordine di archetti su colonne tortili, capitelli decorati da fogliami e chiavi di volta con testine animali. Un timpano sommitale, curiosamente colonnato all'interno, chiude la facciata in un tripudio di minute decorazioni e maestosi gruppi scultorei.
All'interno uno straordinario atrio a doppia altezza è avvolto da grandi arconi parietali che al piano inferiore rilegano piccoli archi su mensole e al piano superiore un'ampia galleria a ballatoio. La galleria con spazi destinati a studi per artisti imita i matronei chiesastici sovrastanti le navate, mentre alle pareti, sontuosamente decorate da pannelli ceramici e piccoli inserti scultorei, diciassette edicole in vetro e bronzo finemente cesellate, al pari di preziosi reliquiari sacri, custodiscono ed espongono quadri, sculture e opere d'arte degli inquilini. Una piccola vasca d'acqua adornata da sculture bronzee risplende al centro dell'atrio. Ancora nel XXI secolo il Fine Arts Building si attesta come un'opera d'arte totale dove architettura, scultura e pittura convivono splendidamente in un unico straordinario edificio.
Nel giugno del 2012 il Fine Arts Building di Los Angeles è stato acquistato da Sorgente Group of America.

## Galleria d'immagini

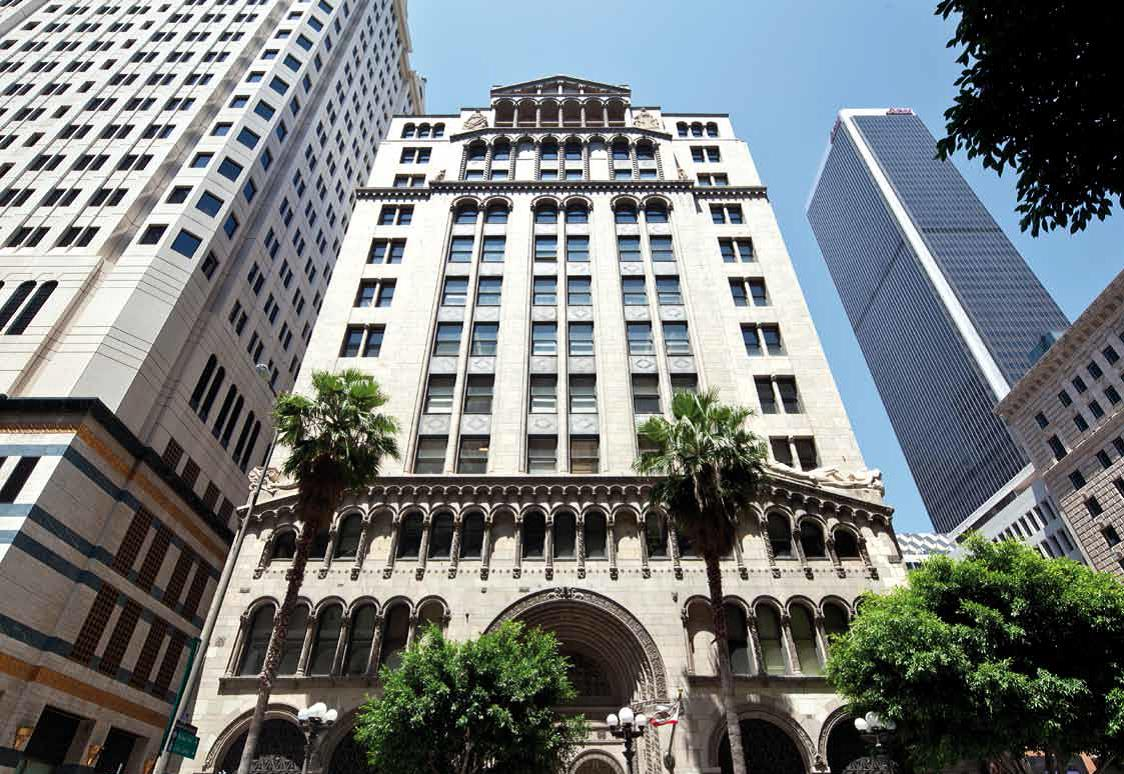
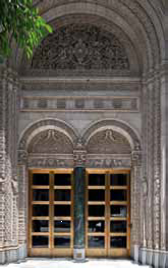
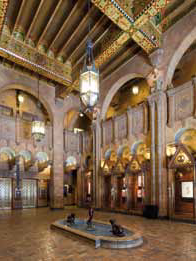
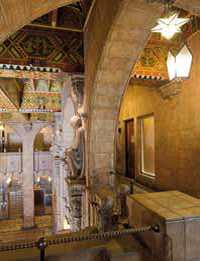
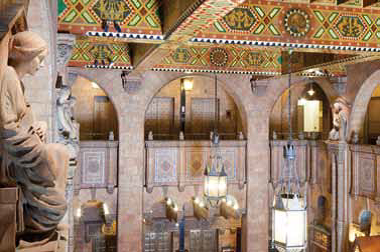
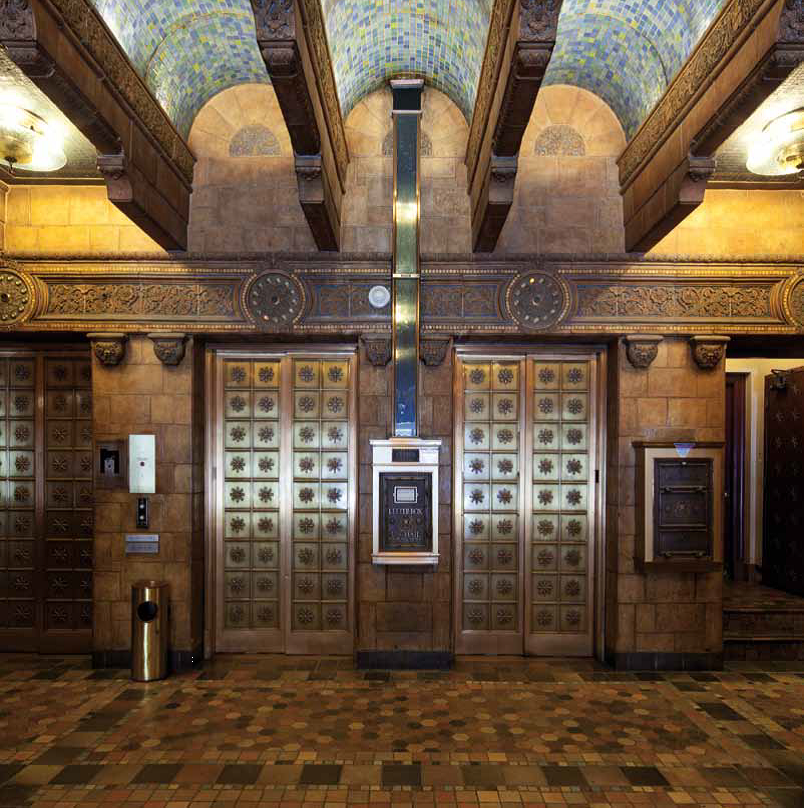